# Nicanor de Carvalho
Nicanor de Carvalho (Leme, 9 februari 1947 - 28 november 2018) was een Braziliaans voetbaltrainer.

## Carrière
In 1980 startte Nicanor zijn trainerscarrière bij zijn SC Corinthians Paulista. Hij was als hoofdtrainer actief bij diverse clubs in Brazilië. In 1991 werd hij bij Fujita industries (Bellmare Hiratsuka) assistent-trainer, onder trainer Mitsuru Komaeda. In 1994 behaalde de ploeg in de Japan Football League het kampioenschap en kreeg derhalve toestemming om toe te treden tot de J1 League. Tussen 1996 en 1998 trainde hij Kashiwa Reysol en Verdy Kawasaki.